# 鰻形腺鰭鯰
鰻形腺鰭鯰，為輻鰭魚綱鯰形目毛鼻鯰科腺鰭鯰屬的其中一種。分布於南美洲尼格羅河與奧里諾科河流域，體長可達6.1公分。